# Clamart-Park

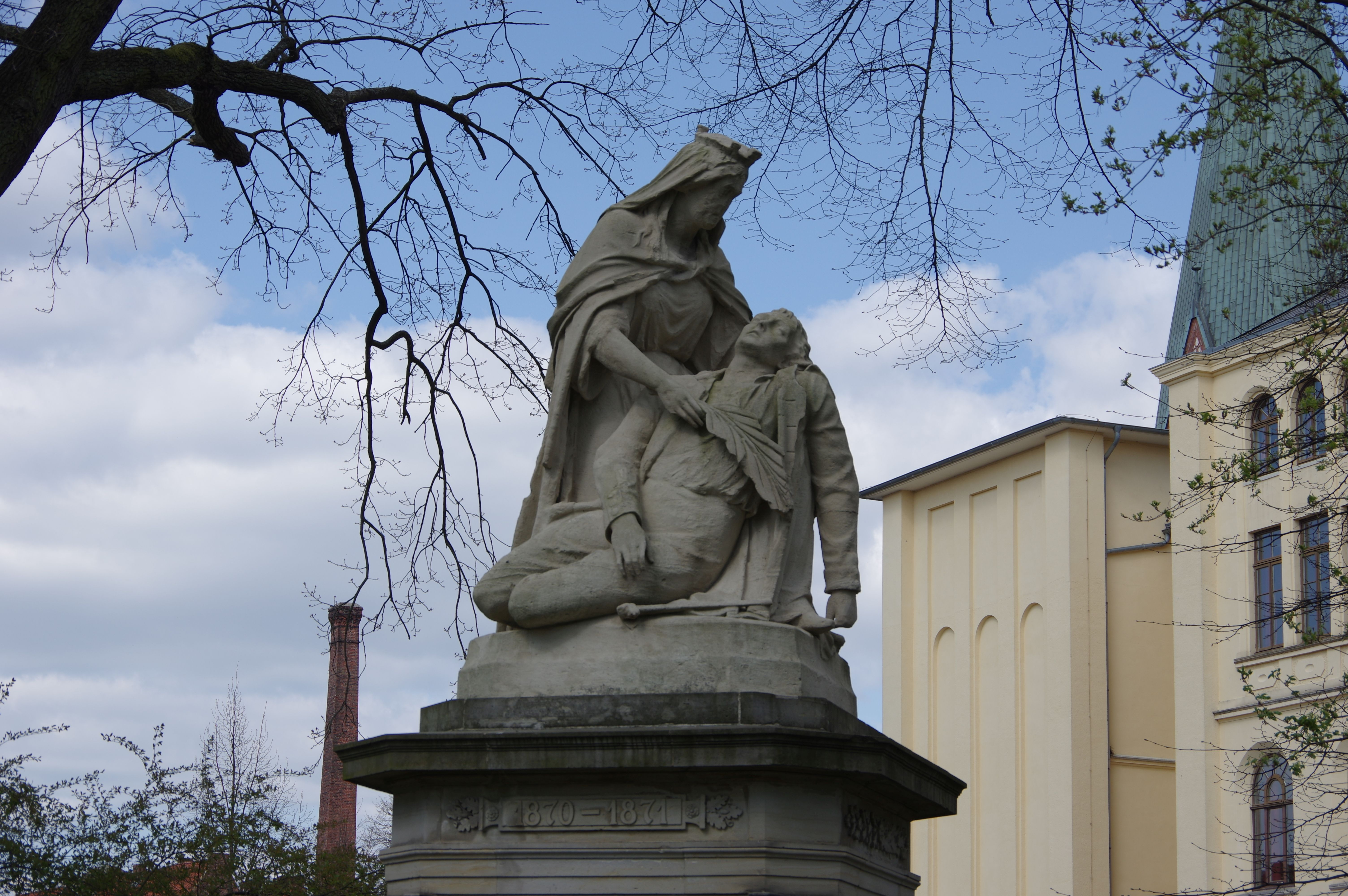
Kriegerdenkmal Deutsch-Französischer Krieg

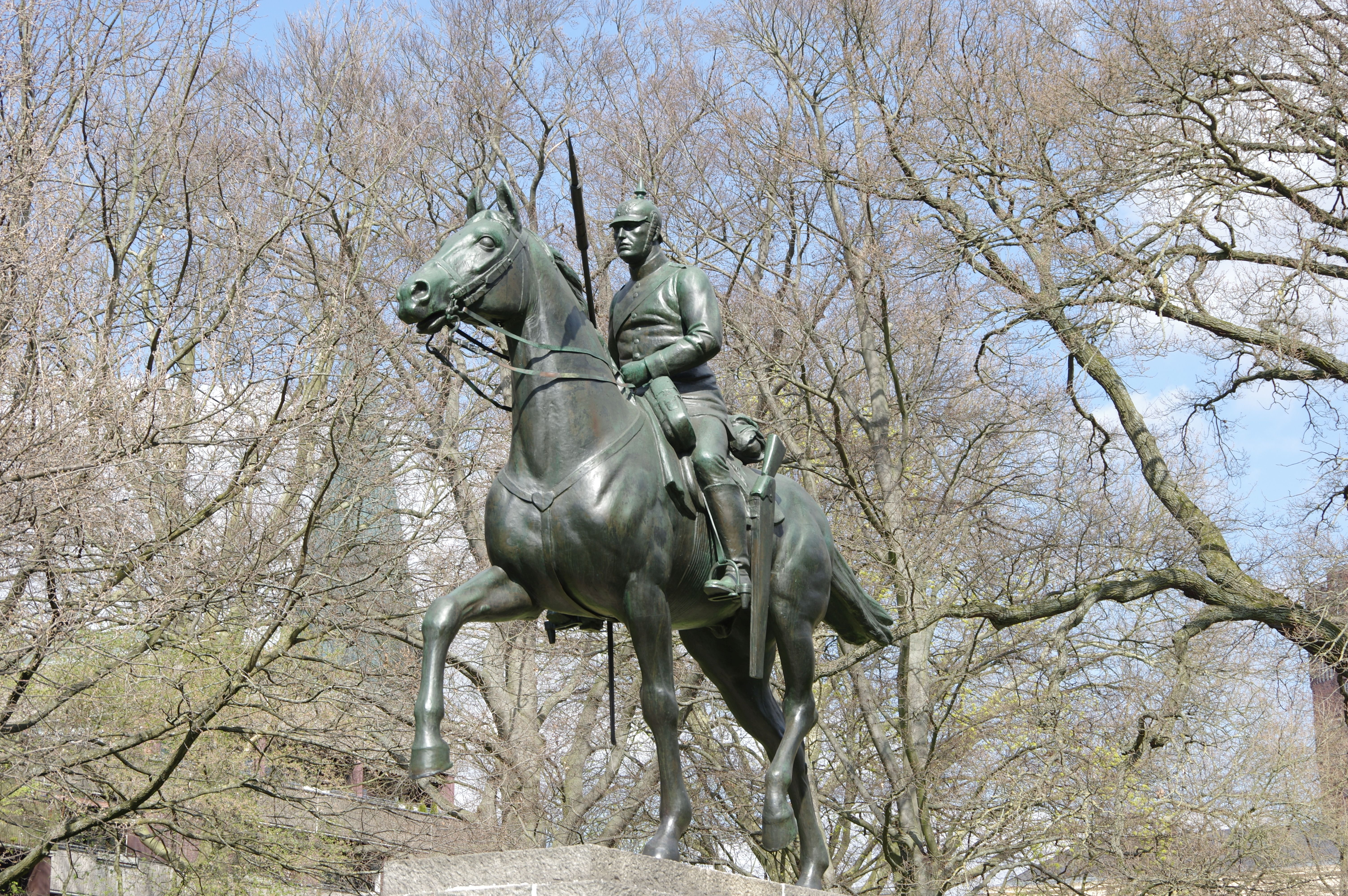
Das Kriegerdenkmal für den Ersten Weltkrieg

Der Clamart-Park ist ein Park südöstlich der Lüneburger Altstadt. Der Park wurde nach der französischen Partnerstadt Clamart benannt.

## Allgemein
Im Jahre 1874 wurde der Rote Wall südöstlich der Altstadt niedergelegt, hier wurde der Park angelegt, der einen Übergang zum Vorstadtteil Rotes Feld bildet. Der Park erstreckt sich zwischen Haagestraße und Friedenstraße, ein keilförmiger Abschnitt erstreckt sich bis zur Ilmenau. An der nördlichen Seite des Parkes liegt das Gebäude des alten Johanneums, dieses beherbergt seit 1978 die Hauptschule Mitte, seit 2014 die Oberschule am Wasserturm. In dem Park befinden sich drei Friedenseichen und zwei Kriegerdenkmale. Den Namen Clamart-Park erhielt der Park im Jahre 1985.

## Kriegerdenkmal Deutsch-Französischer Krieg
Das Kriegerdenkmal erinnert an die im Deutsch-Französischen Krieg von 1870 bis 1871 gefallenen Lüneburger Soldaten. Geschaffen wurde das Denkmal von dem Bildhauer Engelbert Peiffer aus Hamburg im Jahre 1875. Es wurde zweimal im Park umgesetzt. Das Denkmal besteht aus einem hohen Sockel aus Sandstein, darauf befindet sich eine Figurengruppe. Die Figurengruppe ist ähnlich einer Pietà gestaltet und wird auch als „Mutter Lüneburg“ bezeichnet. An den vier Seiten des Sockels befinden sich Tafeln aus Bronze mit Trophäen und die Namen der Gefallenen. Auf der Vorderseite befindet sich die Inschrift „Die Stadt Lüneburg ihren für das Vaterland gefallenen Söhnen“.

## Kriegerdenkmal Erster Weltkrieg
Das Denkmal ist ein Reiterstandbild, dieses wurde für die Gefallenen des zweiten Hannoverschen Dragonerregiments Nr. 16 im Jahre 1939 aufgestellt. Der Bildhauer war Emil Cauer der Jüngere aus Berlin. Auf einem Steinsockel steht eine Reiterstatue aus Bronze. Der Reiter trägt eine Dragoneruniform und in der rechten Hand eine Lanze. Das Pferd befindet sich in trabender Haltung.